# ジャムジャムエクスプレス
株式会社ジャムジャムエクスプレスは、東京都足立区に本社を置く日本のバス事業者。系列のバス事業者であった「株式会社ジャムジャムエクスプレス関西」についても記述する。

## 概要
高速バス「JAMJAMライナー」の運行で知られる。
旅行会社である日本ユース旅行が主催するツアーバスの乗合化を目指し設立された。
親会社の株式会社アプライジングを筆頭に、長野県でリゾートホテルを運営する株式会社ジャムリゾートや先述の日本ユース旅行とともにアプライジンググループを形成している。

## 沿革
- 2012年（平成24年） - 株式会社アプライジングの子会社として設立。エポック観光東京営業所を継承。同年10月より高速ツアーバス運行開始。12月に仙台営業所を開設。
- 2013年（平成25年） - 「新高速バス制度」施行に伴い、8月より高速路線バス事業に参入。同年10月に貸切バス事業休止（現在は再開済み）。11月に株式会社ジャムジャムエクスプレス関西を設立するとともに、仙台営業所閉鎖。
- 2014年（平成26年） - 株式会社jamdiningを設立し、飲食店事業に参入。
- 2018年（平成30年） - ジャムジャムエクスプレス関西を吸収合併し、関西営業所を開設。
- 2018年（平成30年） - 仙台営業所を再開設。
- 2019年（令和元年） - 白馬営業所を開設。
- 2021年（令和3年） - 東京本社営業所を足立区西伊興に移転。

## 営業所
- 東京本社営業所 ‐ 東京都足立区西伊興四丁目7-2
- 仙台営業所 - 宮城県富谷市富谷字一枚沖52
- 白馬営業所 - 長野県北安曇郡小谷村千国乙639-1
- 東海営業所 - 愛知県名古屋市港区正徳町6丁目39番地
- 関西営業所 - 兵庫県神戸市中央区港島8丁目11-5

## 高速乗合バス
自社車両のほか、運行委託を受けた丹沢交通や新日本観光自動車、菰野東部交通の車両で運行される便が存在する。
冬季には臨時便扱いで東北・上越エリアのスキー場へ運行する路線が設定される。
- 関東 - 関西
- 関東 - 中部
- 関東 - 東北
- 関東 - 新潟
- 関東 - 北陸
  - 一時期丹沢交通が単独運行する町田発着便が設定されていた。2023年現在は同社の自社運行路線「コネクトライナー」となっている。
- 関東 - 中国
- 関西 - 名古屋
- 関西 - 仙台

## 車両
設立当初の自社発注車両はいすゞ・ガーラで統一されていたが、後に日野・セレガや三菱ふそうトラック・バス製の車両も自社発注で導入されるようになる。東海営業所には貸切専用車としてトヨタ・ハイエースも在籍している。この他、ツアーバス時代の運行事業者から引き継いだ車両も在籍している。特徴としては独立3列シートや3列＋4列コンビシート、トイレ付車両が多い。また、一部の便では温水洗浄機能付きトイレを採用している（関東発着神戸三宮・明石・加古川・姫路便（関東方面行きのみ、高槻経由）。関東発着広島便。特定日を除く）。
2018年（平成30年）4月20日より東京ディズニーシー - 大阪梅田・難波・天王寺・神戸三宮間の路線バスに、バンホール・アストロメガが投入された。
高速ツアーバス末期頃より、運行を受託していた各事業者のベースカラーに同社が「JAMJAMLINERライン」と称する共通デザインを施した新デザインを制定。「新高速バス制度」施行後は新車両の追加や運行会社の変更が行われたことから、現在は車体塗装によって座席グレードが区別される形となっている。

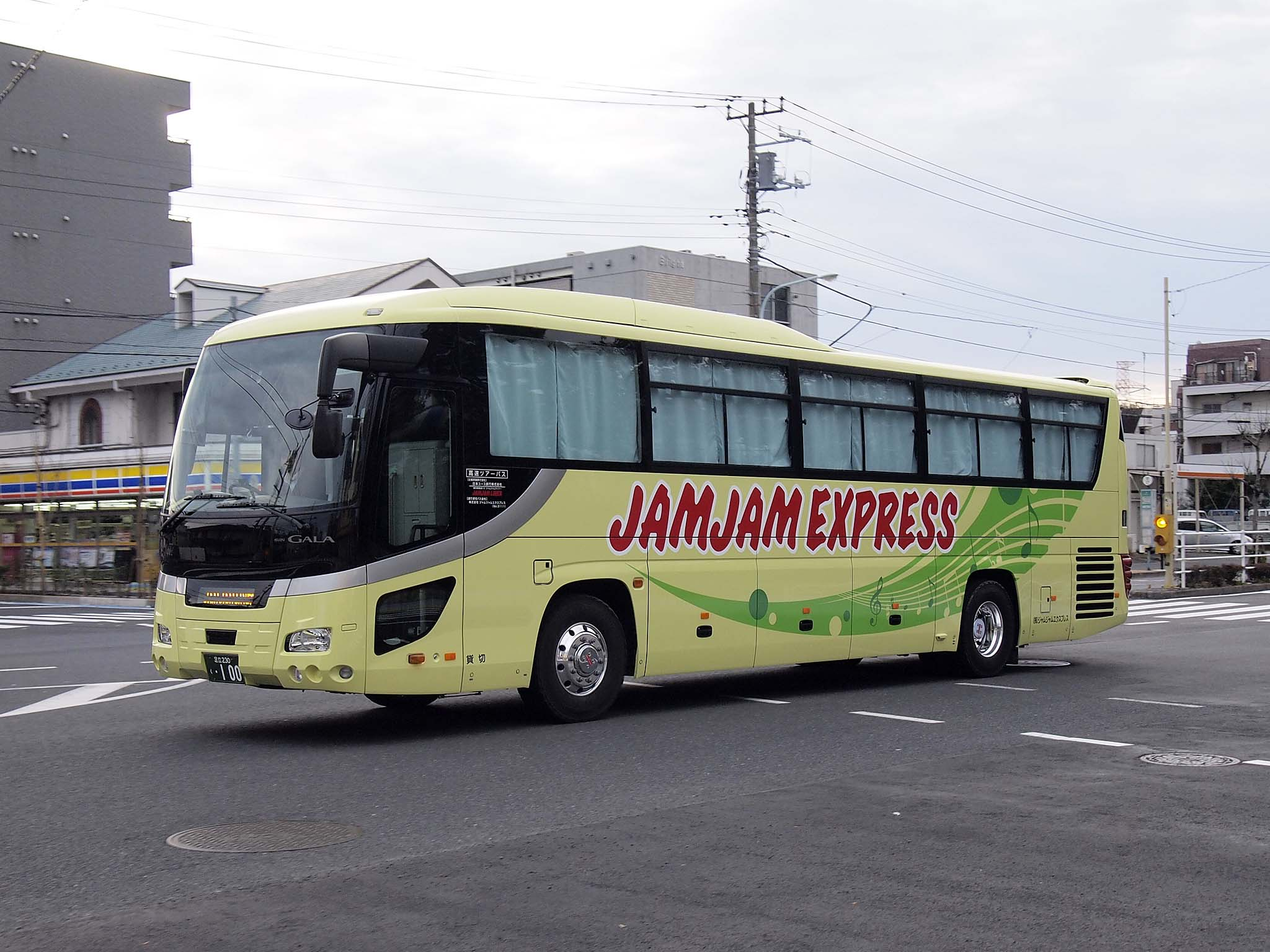
一般貸切用のいすゞ・ガーラ
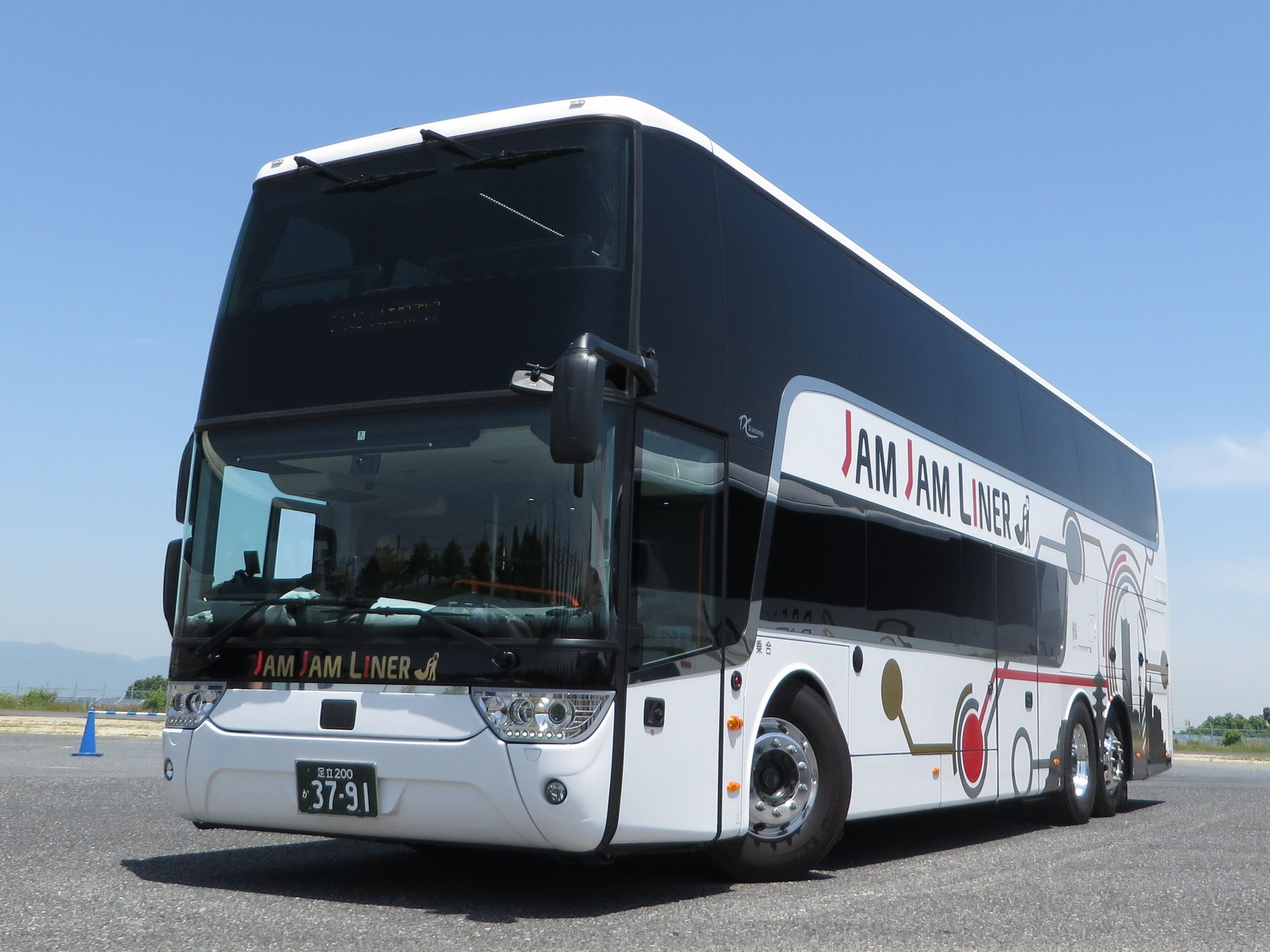
バンホール・アストロメガ
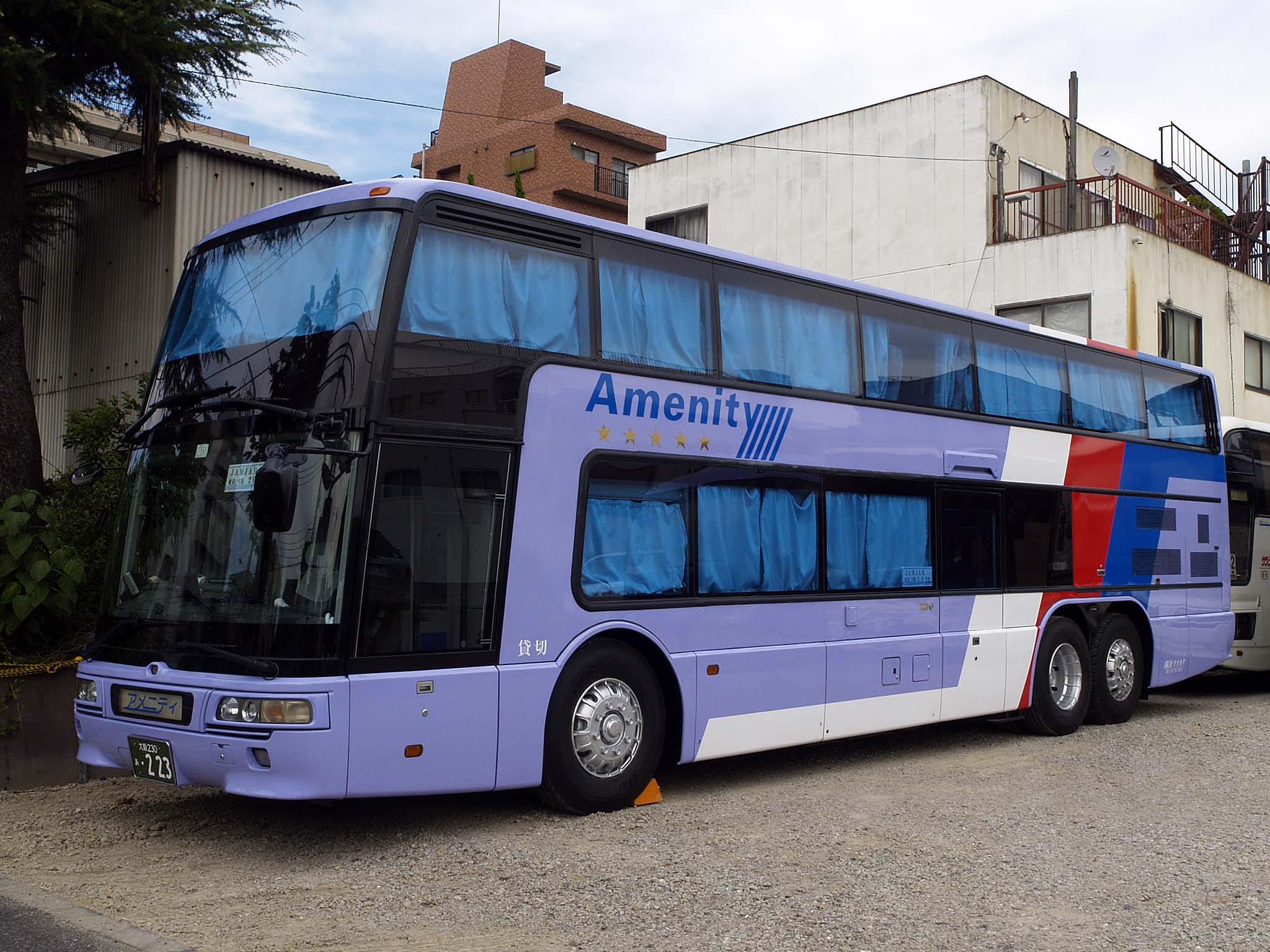
高速ツアーバス時代の車両の例（三菱ふそう・エアロキング、オオキタ）